# Lubianków (gromada)
Lubianków – dawna gromada, czyli najmniejsza jednostka podziału terytorialnego Polskiej Rzeczypospolitej Ludowej w latach 1954–1972.
Gromady, z gromadzkimi radami narodowymi (GRN) jako organami władzy najniższego stopnia na wsi, funkcjonowały od reformy reorganizującej administrację wiejską przeprowadzonej jesienią 1954 do momentu ich zniesienia z dniem 1 stycznia 1973, tym samym wypierając organizację gminną w latach 1954–1972.
Gromadę Lubianków siedzibą GRN w Lubiankowie utworzono – jako jedną z 8759 gromad na obszarze Polski – w powiecie łowickim w woj. łódzkim, na mocy uchwały nr 33/54 WRN w Łodzi z dnia 4 października 1954. W skład jednostki weszły obszary dotychczasowych gromad Lubianków, Rudniczek, Rozdzielnia i Wola Lubiankowska ze zniesionej gminy Antoniew w powiecie łowickim, obszary dotychczasowych gromad Albinów i Ostrołęka oraz osada Wymysłów Włościański z dotychczasowej gromady Domaniewice ze zniesionej gminy Domaniewice w powiecie łowickim, a także wieś Wiesiołów z dotychczasowej gromady Borki ze zniesionej gminy Dmosin w powiecie brzezińskim. Dla gromady ustalono 15 członków gromadzkiej rady narodowej.
1 lipca 1968 z gromady Lubianków wyłączono wieś Rozdzielna, wieś, osadę i parcelę Wiesiołów oraz wieś Zajrzew, włączając je do gromady Dmosin w powiecie brzezińskim w tymże województwie, po czym gromadę Lubianków zniesiono, właczając jej (pozostały) obszar do nowo utworzonej gromady Głowno w powiecie łowickim.